# Il ritorno del Cavaliere Oscuro - L'ultima crociata
Il ritorno del Cavaliere Oscuro - L'ultima crociata (The Dark Knight Returns - The Last Crusade) è un albo a fumetti su Batman, pubblicato dalla DC Comics e distribuito nel giugno 2016. Frank Miller e Brian Azzarello sono autori dei testi e John Romita Jr. e Peter Steigerwald ne realizzano i disegni. L'opera è un prequel di Batman: Il ritorno del Cavaliere Oscuro di Frank Miller, pubblicata nel 1986. 
La storia si colloca in una realtà alternativa rispetto alla continuity delle serie regolari Batman e si inserisce invece all'interno del Dark Knight Universe, un universo parallelo in cui Frank Miller sviluppa la sua versione di Batman e di altri supereroi DC in maniera autonoma rispetto alle storie canoniche. Il ritorno del Cavaliere Oscuro del 1986, opera considerata tra le più influenti e innovative dell'era moderna del genere supereroisico, e origine dei sequel e di un prequel che vanno a costruire un universo composito in cui i supereroi e il mondo che li circonda subiscono il passare del tempo. Mentre nell'opera originale si vede un Bruce Wayne sulla cinquantina e ritiratosi dalla sua attività di vigilante (per poi tornare), nell'Ultima crociata, Miller e Azzarello ci svelano i retroscena che lo hanno portato a rinunciare ad essere Batman. La vicenda si svolge una decina d'anni prima degli avvenimenti de Il ritorno del Cavaliere Oscuro.

## Edizione italiana
Il 7 dicembre 2019 la RW Edizioni pubblica una edizione deluxe dell'albo, con copertina cartonata (o Hardcover) arricchita da diversi contenuti extra inediti. L'opera porta il logo dell'imprint DC Black Label, creato nel 2018 per raccogliere quelle pubblicazioni DC Comics indirizzate a lettori maturi (dai 17 anni in poi). Anche le opere pubblicate antecedentemente la fondazione dell'imprint, quale L'ultima crociata (uscita nel 2016), vengono distribuite, quando riedite, sotto il logo DC Black Label, impostazione editoriale alla quale si è allineata anche la RW Edizioni. Il titolo che viene dato al romanzo a fumetti è Il ritorno del Cavaliere Oscuro - L'ultima crociata, albo di 80 pagine a colori e viene annunciato come prestigiosa edizione della storia prequel del capolavoro di Frank Miller, ovvero Il ritorno del Cavaliere Oscuro.